# Carlos Oviedo Cavada
Carlos Oviedo Cavada (Santiago del Cile, 19 gennaio 1927 – Santiago del Cile, 7 dicembre 1998) è stato un cardinale e arcivescovo cattolico cileno.

## Biografia
Nacque a Santiago del Cile il 19 gennaio 1927.
Papa Giovanni Paolo II lo elevò al rango di cardinale nel concistoro del 26 novembre 1994.
Morì il 7 dicembre 1998 all'età di 71 anni e venne sepolto all’interno della cattedrale di San Giacomo.

## Genealogia episcopale e successione apostolica
La genealogia episcopale è:
- Cardinale Scipione Rebiba
- Cardinale Giulio Antonio Santori
- Cardinale Girolamo Bernerio, O.P.
- Arcivescovo Galeazzo Sanvitale
- Cardinale Ludovico Ludovisi
- Cardinale Luigi Caetani
- Cardinale Ulderico Carpegna
- Cardinale Paluzzo Paluzzi Altieri degli Albertoni
- Papa Benedetto XIII
- Papa Benedetto XIV
- Papa Clemente XIII
- Cardinale Marcantonio Colonna
- Cardinale Giacinto Sigismondo Gerdil, B.
- Cardinale Giulio Maria della Somaglia
- Cardinale Carlo Odescalchi, S.I.
- Vescovo Eugène de Mazenod, O.M.I.
- Cardinale Joseph Hippolyte Guibert, O.M.I.
- Cardinale François-Marie-Benjamin Richard de la Vergne
- Cardinale Pietro Gasparri
- Cardinale Benedetto Aloisi Masella
- Arcivescovo Ettore Felici
- Arcivescovo Alfredo Silva Santiago
- Cardinale Carlos Oviedo Cavada, O. de M.

La successione apostolica è:
- Arcivescovo Cristián Caro Cordero (1991)
- Vescovo Cristián Enrique Contreras Molina, O. de M. (1992)
- Vescovo Renato Hasche Sánchez, S.I. (1993)
- Vescovo Horacio del Carmen Valenzuela Abarca (1995)
- Arcivescovo Manuel Gerardo Donoso Donoso, SS.CC. (1996)
- Cardinale Ricardo Ezzati Andrello, S.D.B. (1996)